# Nectophrynoides
Nectophrynoides Noble, 1926 è un genere di anfibi anuri della famiglia Bufonidae, endemico della Tanzania

## Biologia
Tutte le specie del genere sono ovovivipare: la fecondazione è interna e le femmine danno alla luce piccoli completamente formati. Insieme a Nimbaphrynoides occidentalis e a Limnonectes larvaepartus, sono gli unici rospi al mondo che non depongono uova.

## Distribuzione e habitat
Le specie di questo genere sono diffuse nelle foreste e nelle aree umide dei Monti dell'Arco Orientale della Tanzania.

## Tassonomia
Il genere comprende le seguenti specie:
- Nectophrynoides asperginis Poynton, Howell, Clarke, and Lovett, 1999
- Nectophrynoides cryptus Perret, 1971
- Nectophrynoides frontierei Menegon, Salvidio, and Loader, 2004
- Nectophrynoides laevis Menegon, Salvidio, and Loader, 2004
- Nectophrynoides laticeps Channing, Menegon, Salvidio, and Akker, 2005
- Nectophrynoides minutus Perret, 1972
- Nectophrynoides paulae Menegon, Salvidio, Ngalason, and Loader, 2007
- Nectophrynoides poyntoni Menegon, Salvidio, and Loader, 2004
- Nectophrynoides pseudotornieri Menegon, Salvidio, and Loader, 2004
- Nectophrynoides tornieri (Roux, 1906)
- Nectophrynoides vestergaardi Menegon, Salvidio, and Loader, 2004
- Nectophrynoides viviparus (Tornier, 1905)
- Nectophrynoides wendyae Clarke, 1988

Altre specie che in passato erano attribuite a questo genere sono state attribuite ai generi Altiphrynoides e Nimbaphrynoides.

## Conservazione
Tutte le specie del genere sono a rischio di estinzione ad eccezione di N. tornieri.